# 克里斯塔利娜
克里斯塔利娜是巴西戈亚斯州的一个市镇。总面积6160.722平方公里，总人口40900人，人口密度6.6人/平方公里。